# ユニバーサル・スタジオ・ハリウッド
座標: 北緯34度08分11秒 西経118度21分22秒 / 北緯34.136518度 西経118.356051度
ユニバーサル・スタジオ・ハリウッド（英: Universal Studios Hollywood）は、カリフォルニア州ロサンゼルス郡のサンフェルナンド・バレー地区にある映画スタジオおよびテーマパーク。現在も使用されているハリウッドの映画スタジオの中で、最も古く、最も有名なスタジオの一つである。当初は、ユニバーサル・スタジオの本物のサウンドステージやセット見学ツアーを提供するために創設された。開業は、世界のユニバーサル・スタジオ・テーマパークスのなかで最も早い。

## 歴史

### 誕生と中断
当初から、ユニバーサルはスタジオ・ツアーを提供していた。カール・レムリは、1915年3月14日にユニバーサル・シティをオープンし、25セントの入場料を取り、チキン入りのランチ付きで、一般大衆を映画の制作現場に招待した。この当時のツアーは1930年頃に、トーキーの登場のために中止された。

### 成功
1962年にミュージック・コーポレーション・オブ・アメリカがユニバーサル・ピクチャーズを買収した後の1964年7月15日、路面電車による新たなツアーを開始した。これが、やがて本格的なテーマパークに成長していく。
その路面電車（トラム）ツアーはスタジオのバックロットでまだ行われているが、かつてファンを引き付けた映画制作現場は、ステージイベントやスタントの実演、ハイテクアトラクションに取って代わられた。

### バックロットでの火事
ユニバーサル・スタジオ・ハリウッドのバックロットでは、今までに8回火災が起きている。
- 1932年10月27日、近くの山火事の残り火がバックロットまで風で飛び火して、4つの映画セットを破壊し、10万ドルの損害を出した[5]。
- 1949年6月21日、別の山火事で建物1つが全壊し、2つが破損した[6]。
- 1957年、ニューヨークストリートのフィルムスタジオセットが放火による火事で損壊し、50万ドルの損害が出た[7]。
- 1967年5月15日の火事では、リトルヨーロッパエリアと、スパルタカススクエアの一部が壊れ、100万ドルの損害が出た[8]。
- 1987年9月4日、スパルタカススクエアの残りの部分が、通りのセットや建物とともに破壊された。これも、放火によるものと考えられている[9]。
- 1990年11月6日、別の放火による火事がバックロットで発生。コートハウススクエアの大部分、ニューヨークストリートのセット、ベン・ハーのセットが破壊された[10]。
- 1997年9月6日、バックロットで7度目の火事が発生し、コートハウススクエアの一部が再び破壊されたが、大部分は無事だった[11]。

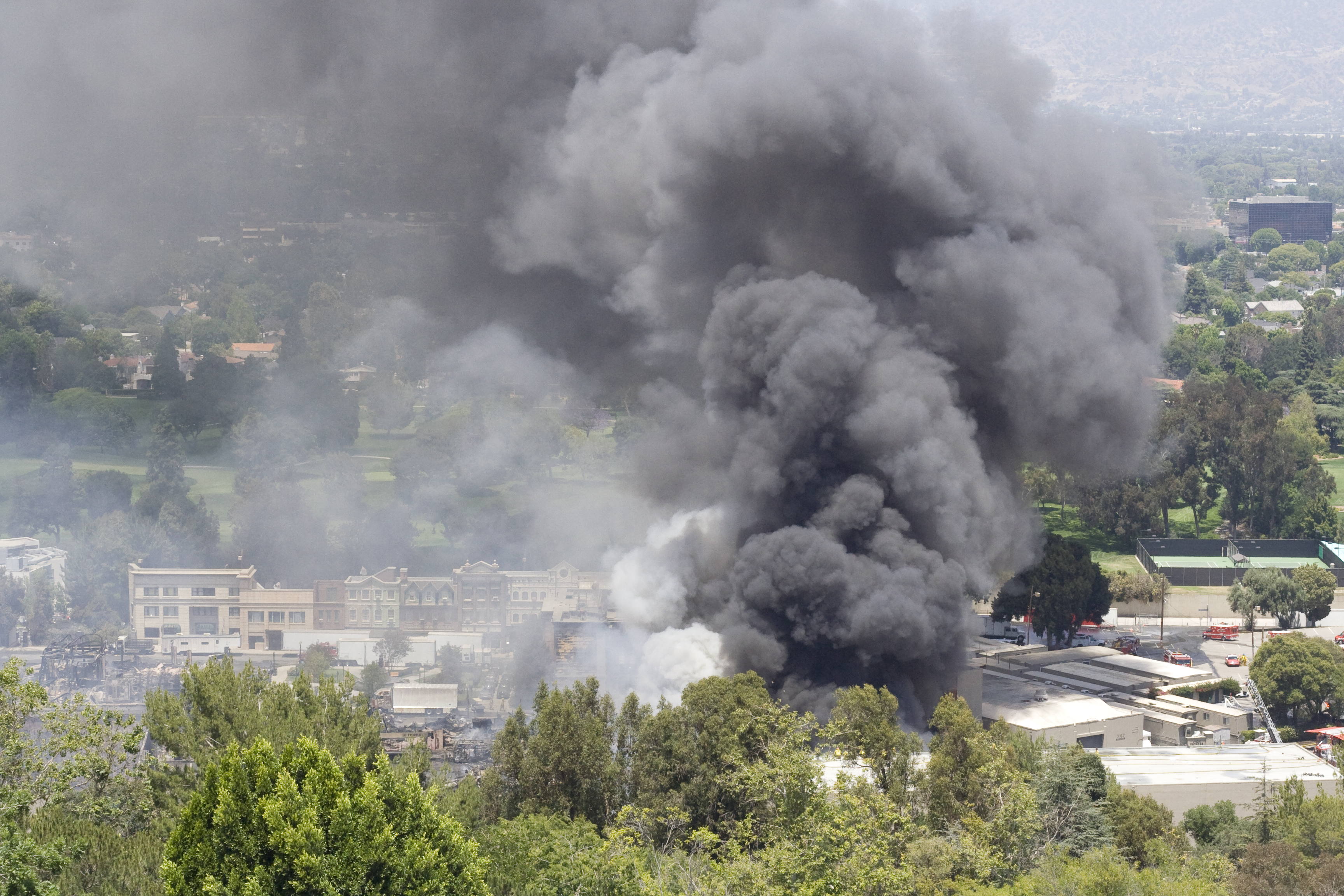
2008年の火事の様子。煙の柱の左手に、コートハウスの正面が見える。

最も被害が大きかったのは2008年6月1日の火災で、溶接のためにトーチランプを使っていた従業員がうっかり周りの物に火をつけてしまったことに起因する。ロサンゼルス郡消防局は、ブラウンストーンストリート、ニューヨークストリート、ニューイングランドストリート、キングコングのアトラクション、コートハウススクエアのいくつかの建物のほか、ビデオ保管室（映画の複製を保管していた。）が全焼したと報告した。各地の消防署から消防士と、放水のための2台のヘリコプターが駆けつけ、14人の消防士と3人のロサンゼルス郡保安官代理が軽傷を負った。火事は12時間後に鎮火された。
保管室の全焼によって焼失したのは、1920年代にまで遡る、ユニバーサル・ピクチャーズの映画とテレビ番組の歴史を記録したデジタルビデオとフィルムの複製4万から5万本。その中には『無ケーカクの命中男/ノックトアップ』、『つぐない』、NBCシリーズの『ロー&オーダー』、『特捜刑事マイアミ・バイス』、CBSの『アイ・ラブ・ルーシー』などのフィルムが含まれていた。ニューヨーク・タイムズ紙は、ユニバーサル・ミュージックの多くのアルバムとシングルのマスターテープも焼失したと伝えている。ユニバーサル社長のロン・メイヤー氏は、取り替えの利かないものは失われていないと述べ、決して安くは済まないが、最低5000万ドルで全て元に戻すことができると表明した。後日、キングコングのアトラクションは再建されず、その場所には新たな未発表のアトラクションが作られると報道された。2008年8月には、ユニバーサルは姿勢を変更し、2005年の映画を元にして、キングコングのアトラクションを再建する計画を発表した。

### かつてのアトラクション
他のテーマパーク同様、アトラクションは、作品が作られてから長い期間がたっていたり（バック・トウ・ザ・フューチャーやE.T.など）、スペース不足のために、閉鎖されることがある。

## パークの構成
ユニバーサル・スタジオ・ハリウッドは、アッパー・ロット（Upper Lot）とロウアー・ロット（Lower Lot）という高さの違う2つのエリアに分かれていて、エスカレーターでつながっている。2023年9月現在、アトラクションは7つ、ショーは5つ存在する。

### アッパー・ロット
| 名称                                   | 写真 | 開始年        | 説明 | 身長制限                                                       |
| -------------------------------------- | ---- | ------------- | --- | -------------------------------------------------------------- |
| Despicable Me: Minion Mayhem           |      | 2014年4月12日 | 怪盗グルーの月泥棒 3Dのミニオンの訓練施設を舞台とした、家族向けのライド型アトラクション。2017年にはユニバーサル・スタジオ・ジャパンにも「ミニオン・ハチャメチャ・ライド」としてオープン。                                                          | 40インチ以上。48インチ以下の子供には保護者の同伴が必要。       |
| Super Silly Fun Land                   |      | 2014年4月12日 | 怪盗グルーの月泥棒 3Dをテーマとする子供のための遊び場。 |                                                                |
| Silly Swirly                           |      | 2014年4月12日 | Super Silly Fun Land内にある、空中メリーゴーランド風のアトラクション。 | 48インチ未満の子供には保護者の同伴が必要。                     |
| The Secret Life of Pets: Off the Leash |      | 2021年4月16日 | 「ペット」をテーマにしたライド型アトラクション。 |                                                                |
| DreamWorks Theatre                     |      | 2018年6月15日 | ドリームワークス・アニメーションの作品をテーマとするシアター系アトラクション。座席が映像と連動して動く。 |                                                                |
| Studio Tour                            |      | 1964年7月15日 | トラムに乗ってバックロットを巡る、45分間の看板アトラクション。実際の映画撮影セットを見られるのほか、キング・コング、ジョーズ、大地震などを元にしたアトラクションもツアーに組み込まれている。それらの演出が、小さな子供には強烈すぎるおそれがある。 | 身長制限は無いが、小さな子供には保護者の同伴が強く推奨される。 |
| The Simpsons Ride                      |      | 2008年5月19日 | 家族向けのアドベンチャーアトラクション。舞台はザ・シンプソンズの町スプリングフィールド。 | 40インチ以上。                                                 |
| Waterworld: A Live Sea War Spectacular |      | 1995年        | 映画ウォーターワールドをモチーフにした、20分間の水を使ったスタントショー。 |                                                                |

### ロウアー・ロット
| 名称                     | 写真 | 開始年        | 説明 | 身長制限                                                 |
| ------------------------ | ---- | ------------- | --- | -------------------------------------------------------- |
| Jurassic World: The Ride |      | 2019年7月12日 | 映画「ジュラシック・ワールド』を元にしたアトラクションで、パーク唯一のウォーターライド。25人乗りのボートで様々な恐竜がいる世界の中を進み、ラストには池に向かって、84フィートを急降下する。『Jurassic Park: The Ride』をリニューアルしたライド。 | 42インチ以上。                                           |
| Raptor Encounter         |      |               | ヴェロキラプトルと触れ合うことができるライブ・ショー。 |                                                          |
| DinoPlay                 |      |               | 化石、カーゴネット、はしご、滑り台を備えたインタラクティブな遊び場。 |                                                          |
| Revenge of the Mummy     |      | 2004年6月25日 | ハムナプトラをモチーフにした、2分間の屋内ジェットコースター。前進するほかに、逆行、急降下、急上昇、旋回などの動きをする。健康状態の悪いゲストは乗車しないほうがよい。                                                                           | 48インチ以上。                                           |
| Transformers: The Ride   |      | 2012年5月24日 | 4K-3Dプロジェクション技術を採用した、4分半のアトラクション。モチーフは映画『トランスフォーマー』シリーズ。一台あたり12人乗車可能。 | 40インチ以上。48インチ以下の子供には保護者の同伴が必要。 |

## パーク・キャラクター

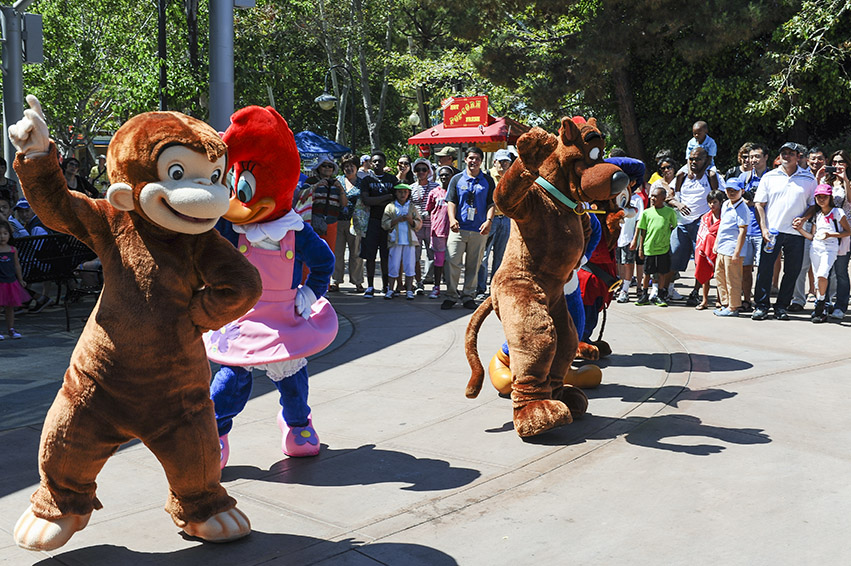
道端でダンスをするキャラクターたち。

ユニバーサル・スタジオ・ハリウッドでは、映画の登場人物やキャラクターなどがパーク内を歩いていて会うことができる。マスコットキャラクターはウッディー・ウッドペッカー
例
- ウッディー・ウッドペッカーのキャラクター。
- ハンナ・バーベラ・プロダクションのキャラクター。
- ドリームワークス・アニメーションのキャラクター。
- ザ・シンプソンズ
- ミニオンズ
- おさるのジョージ
- スポンジ・ボブ
- ベティ・ブープ
- ユニバーサル映画に登場する「クラシック・モンスター」（ドラキュラや狼男など）
- エメット・L・ブラウンやビートルジュースなど映画の登場人物。

## 入場料金
1日パスの場合
- 10歳以上 … 95ドル
- 3 - 9歳 … 76ドル

なお、通常の入場券より少し高い「フロント・オブ・ライン・パス（Front of Line Pass）」を購入すると、各アトラクションの待ち時間を短縮することができる。

## 公共交通機関
ユニバーサル・スタジオ・ハリウッドの最寄り駅はユニバーサルシティ駅で、毎日午前4時55分から翌日の午前0時35分までの時間運行しているメトロ・レッドラインを利用して行くことができる。ユニバーサルシティ駅発のメトロの最終便は、月曜日から木曜日および日曜日と祝日は午前0時58分、金曜日と土曜日は午前2時である。駅からテーマパークの入り口までは無料のシャトルバスに乗ることができる。